# Episodi di Spicy City
La prima stagione della serie animata Spicy City, composta da 6 episodi, è stata trasmessa negli Stati Uniti, da HBO, dall'11 luglio al 22 agosto 1997.
In Italia è stata trasmessa su Jimmy nel 1997.
| nº | Titolo originale   | Titolo italiano          | Prima TV USA   | Prima TV Italia |
| -- | ------------------ | ------------------------ | -------------- | --------------- |
| 1  | Love Is a Download | Sesso virtuale           | 11 luglio 1997 |                 |
| 2  | Mano's Hands       | Le mani di mano          | 18 luglio 1997 |                 |
| 3  | Tears of a Clone   | Il popolo del sottosuolo | 1º agosto 1997 |                 |
| 4  | An Eye for an Eye  | Occhio per occhio        | 8 agosto 1997  |                 |
| 5  | Sex Drive          | Persi nel mondo virtuale | 15 agosto 1997 |                 |
| 6  | Raven's Revenge    | Virus in città           | 22 agosto 1997 |                 |

## Sesso virtuale
- Titolo originale: Love Is a Download
- Diretto da: John Kafka
- Scritto da: Preston Bakshi

### Trama
Una donna in cerca di fuga dal suo fidanzato violento, sotto le spoglie di una geisha, trova il vero amore in un mondo virtuale con un veterano che lavora come "investigatore virtuale". Il veterano cerca di salvare la donna dall'essere perseguitata.

## Le mani di mano
- Titolo originale: Mano's Hands
- Diretto da: Ralph Bakshi
- Scritto da: Lawrence Chua e Willie Perdomo

### Trama
Dopo aver tagliato le mani ad un suonatore di bonghi, alcuni membri della Mafia scoprono che queste hanno vita propria come raccontato in una leggenda.

## Il popolo del sottosuolo
- Titolo originale: Tears of a Clone
- Diretto da: Ennio Torresan, Jr
- Scritto da: Franz Henkel e Lou Walker

### Trama
Dopo essere andato alla ricerca della figlia di un uomo ricco, un detective torna a casa con lei scoprendo che è un clone.

## Occhio per occhio
- Titolo originale: An Eye for an Eye
- Diretto da: Ennio Torresan, Jr
- Scritto da: Douglas Brooks West

### Trama
Una spietata poliziotta di nome Margo, nota per abusare spesso del suo potere tradendo le persone, complotta per ricattare il giudice miope di Spicy City. Dopo aver ucciso la moglie del suo partner Erie, quest'ultimo cerca di fermare le malefatte di Margo, facendola arrestare.

## Persi nel mondo virtuale
- Titolo originale: Sex Drive
- Diretto da: Ralph Bakshi
- Scritto da: Preston Bakshi

### Trama
Una detective della polizia che viene maltrattata dai suoi colleghi decide di allearsi con una prostituta cyborg, i cui affari sono in difficoltà a causa dei suoi clienti che usano prostitute virtuali per succhiare la loro intelligenza.

## Virus in città
- Titolo originale: Raven's Revenge
- Diretto da: John Kafka
- Scritto da: Douglas Brooks West

### Trama
Corvina viene perseguitata dalle forze di polizia futuristiche per essere nata con un modello di DNA che la marca come una "portatrice di peste". Un misterioso uomo tormentato dai sensi di colpa offre quindi il suo aiuto per aiutarla a investigare sul caso.